# Нојштат ан дер Вајнштрасе
Нојштат ан дер Вајнштрасе ( , град је у њемачкој савезној држави Рајна-Палатинат. Посједује регионалну шифру (AGS) 7316000. По подацима с краја 2009. у граду је живело 53.525 становника.
Име града у преводу значи Нови град на путу вина, што се односи на значај производње вина у околини града. У области града се налази дворац Хамбах.

## Географски и демографски подаци
Град се налази на надморској висини од 136 метара. Површина општине износи 117,1 km².

## Становништво
У самом граду је, према процјени из 2010. године, живјело 53.658 становника. Просјечна густина становништва износи 458 становника/km².
Нојштат је један од најтоплијих градова у Немачкој у коме су летње температуре често у опсегу 30-35 °C.

## Међународна сарадња
| Мјесто    | Држава               | Врста сарадње | Од    |
| --------- | -------------------- | ------------- | ----- |
| Манчестер | САД                  | партнерство   | 1992. |
| Кванчу    | Кина                 | партнерство   | 1995. |
|           | Турска               | партнерство   | 1998. |
| Линколн   | Уједињено Краљевство | партнерство   | 1970. |
| Макон     | Француска            | партнерство   | 1956. |
| Извор     |                      |               |       |